# Настоящее и будущее Земли и человечества
«Настоящее и будущее Земли и человечества» (первоначальное название: «Настоящее и будущее человечества») — небольшая научно-популярная книжная серия, выпуск которой был начат издательством «Наука» (Москва) в 1972 году (была выделена из состава «Серии научно-популярных изданий» Академии наук СССР). В 1975 преобразована в серию «Человек и окружающая среда», выпуск которой продолжался до 1993 (массовыми тиражами вышло более ста изданий в Москве, Ленинграде и Новосибирске).
Формат: 84x108/32 (~130х205 мм); обложка бумажная.

## Книги серии

### 1972
- Дворов И. М. Глубинное тепло Земли / Отв. ред. д.г.-м.н. А. В. Щербаков. — М.: Наука, 1972. — 208 с. — 15 000 экз.
- Черкасский Л. Я. Стратегия мира: Борьба СССР против угрозы ядерной войны и за разоружение на современном этапе. — М.: Наука, 1972. — 224 с. — … экз.

Лепешков И.Н., Розен Б.Я. Минеральные дары моря

### 1973
- Влодавец В. И. Вулканы Земли. — М.: Наука, 1973. — 168 с. — 40 000 экз.
- Войткевич Г. В. Происхождение и химическая эволюция Земли. — М.: Наука, 1973. — 168 с. — … экз.
- Лебединский В. И. Вулканическая корона Великой равнины. — М.: Наука, 1973. — 192 с. — 14 000 экз.
- Овчаров К. Е. Тайны зелёного растения. — М.: Наука, 1973. — 208 с. — … экз.
- Рудич К. Н. Горы и ущелья Индигирки. — М.: Наука, 1973. — 96 с. — 22 000 экз.
- Чикишев А.Г. Пещеры на территории СССР. — М.: Наука, 1973. — 136 с. — 25 000 экз.

### 1974
- Камшилов М. М. Эволюция биосферы. — (1-е изд.). — М.: Наука, 1974. — 256 с. — 17 000 экз.
- Лебединский В. И., Кириченко Л. П. Камень и человек. — М.: Наука, 1974. — 216 с. — 50 000 экз.
- Резанов И. А. Земная кора. — М.: Наука, 1974. — 160 с. — 26 000 экз.

### 1975
- Богданов Д. В. Тропический океан. — М.: Наука, 1975. — 80, [4] с. — 44 500 экз.
- Качинский Н. А. Почва, её свойства и жизнь. — М.: Наука, 1975. — 264, [4] с. — 28 000 экз.